# Елементний аналіз нафти і нафтових фракцій
Елементний аналіз нафти і нафтових фракцій (рос.элементный анализ нефти и нефтяных фракций; англ. elementary analysis of oil and oil fractions; нім. Elementaranalyse f des Erdölbestandes und der Erdölfraktion f) – кількісне визначення вмісту у нафті та її фракціях хімічних елементів, які входять до їх складу, а також аналіз за типом молекул вуглеводнів, коли визначається вміст аренів, алкенів, циклоалканів і алканів.